# Елотозерка
Елотозерка (в верховье Елторучей) — река в России, протекает по территории Медвежьегорского и Пудожского районов Карелии. Устье реки находится в 79 км по левому берегу Выга. Длина реки — 10 км.
Река берёт начало из Кузьминского озера на высоте 176,8 м, ниже по течению протекает через Нижнее Елотозеро, ниже которого меняет название. Общее направление течения реки восточное и северо-восточное, протекает вдали от населённых пунктов.

## Данные водного реестра
По данным государственного водного реестра России относится к Баренцево-Беломорскому бассейновому округу, водохозяйственный участок реки — бассейн озера Выгозеро до Выгозерского гидроузла, без реки Сегежа до Сегозерского гидроузла. Речной бассейн реки — бассейны рек Кольского полуострова и Карелии, впадает в Белое море.